# Galp
Galp Energia és una companyia energètica portuguesa. Compta amb tres segments de negoci, explotació i producció, refinació i distribució, i gas i electricitat.
Galp extrau el petroli principalment del Brasil, on té el 75% de les seues reserves, el refina a les seues dues refineries de Portugal que es troben als municipis de Matosinhos i Sines i el distribueix a clients industrials (navieres, aerolínies, etc.) i a minoristes mitjançant les 1.486 estacions de servei de què disposa a la península Ibèrica.